# 印斯茅斯
印斯茅斯（英語：Innsmouth）是一個由美國恐怖小說作家霍華德·菲利普斯·洛夫克拉夫特虛構出來的小鎮。這個名稱首次登場於於1920年發表的作品《塞勒菲斯》中，是一個位於英格蘭的小鎮。不過一般提及印斯茅斯時所指的則是同作者在1936年所發表的短篇小說《印斯茅斯疑雲》中故事所發生的地點，在該故事中的印斯茅斯是一個位於麻薩諸塞州的港口城鎮。該城鎮在許多克蘇魯神話的故事中都有被提及。

## 虛構地點
洛夫克拉夫特將印斯茅斯的所在地安排於麻薩諸塞州的艾塞克斯縣。位於馬奴賽特河河口。該城鎮鄰近於阿克罕鎮及紐貝里波特。馬奴賽特河將城鎮分割為兩區，而作為城鎮主要經濟來源的煉金廠就位於河畔，在河流出海口處有座大岩礁人稱魔鬼礁。

## 簡史
《印斯茅斯疑雲》中曾經簡短介紹印斯茅斯的盛衰，印斯茅斯是個在1643年建立在港口邊的小型聚落，原以造船為主要出口業，此外也有發展漁業，爾後1812年的戰爭後該鎮就沒落了。然而由於在當地擁有極大勢力的商船船長與半人半蛙的海底種族深潛者進行交易，經由獻上活人祭品以換取黃金及魚獲量，有部分當地人甚至開始與深潛者交配混血。於是該地區新出生的人大多帶有怪物的特徵。其中就算外表如常人的，每到一定年紀也會開始出現不尋常的特徵，只要能活得夠久，便會轉化為深潛者進入海中生活。也因此印斯茅斯看不到老人。而印斯茅斯的居民則深陷於达贡信仰等怪異氣氛中。由於這些現象導致印斯茅斯成為鄰近地區人士避之唯恐不及的所在。僅有的交通方式是當地人經營的交通車。
最後在1927年7月16日，一個因好奇前往印斯茅斯的遊客，因為在當地調查印斯茅斯的往事，遭到印斯茅斯人攻擊。在他慌張逃出了當地後，當地的異狀引發了政府的注意，在經過大量調查後印斯茅斯人遭到集體逮捕，當地成為死城。